# The House of the Dead (serie)
The House of the Dead  (ザ・ハウス・オブ・ザ・デッド, Za Hausu obu za Deddo) è una serie di videogiochi sparatutto in prima persona, creata da Takashi Oda e prodotta da SEGA
Per realizzare li primo capitolo, Takashi Oda si è ispirato al film Seven di David Fincher e al manga Black Jack di Osamu Tezuka
Attualmente ci sono cinque capitoli canonici e i remake del primi due capitoli tutti usciti sui cabinati arcade (poi successivamente sviluppati su altre console e PC, tranne Scarlet Dawn che è uscito esclusivamente sui cabinati, e i remake che sono usciti esclusivamente sulle console). Le caratteristiche salienti della serie vanno dal cercare degli elementi per sbloccare bonus durante il percorso, ad una storia via via rivelata attraverso numerose scene non interattive e capitoli di gioco.
Nel 2009 è uscito un capitolo esclusivamente sulla console Wii chiamato The House of the Dead: Overkill sviluppato da Headstrong Games in collaborazione con SEGA. Gli sviluppatori all'annuncio del gioco hanno tenuto a precisare che questo sarà "il gioco hardcore che aspettavate su Wii". Takashi Oda ha detto che The House of the Dead: Overkill non è canonico .
Sono stati prodotti inoltre diversi spin-off che differiscono dalla storia originale, così come due film ispirati al gioco. In più, alcuni personaggi nemici selezionati che appaiono nei primi due giochi della serie sono stati adattati in action figure dalla Palisade Toys, che cancellò la seconda linea di questi giocattoli prima dell'uscita sul mercato a causa di scarse vendite della prima serie.

## Serie principale

### The House of the Dead(1996)
Il 18 dicembre 1998, il pazzo e disilluso dottor Roy Curien pianifica di mobilitare le sue armate di non-morti contro l'umanità. Gli agenti Thomas Rogan e G dell'agenzia investigativa AMS vengono mandati nella sua residenza per sventare il disegno criminale e cercare di salvare Sophie Richards, dipendente di Curien e fidanzata di Rogan. Il luogo in questione è una grande villa, ricavata da una magione costruita in età medievale per gli antenati di Curien: la vicenda si svolge presumibilmente nel Regno Unito, dato che Rogan guida un'automobile col volante a destra.
The House of the Dead: Remake (2022)
Nel 2022 è uscito un remake in scala uno a uno del gioco, sviluppato da Forever Entertainment, Megapixel Studios e Microïds: il gioco rimane bene o male lo stesso del 1996, ma aggiornato graficamente e con la possibilità di usare diverse armi da fuoco oltre alla pistola.

### The House of the Dead 2(1998)
Il 26 febbraio 2000, Caleb Goldman, l'uomo dietro i fatti di villa Curien, fa ritorno per reclamare il suo dominio. Rafforzato dal suo odio per l'umanità e dalla totale mancanza di lucidità verso il suo obiettivo, egli sferra un attacco in una cupa Venezia mentre prende forma la sua creatura più forte: l'Imperatore. Viene mandato inizialmente l'agente G ma poiché questi sparisce senza lasciare tracce l'AMS decide di inviare altri quattro agenti: James, Gary, Amy e Harry.
The House of the Dead 2: Remake (2025)
Forever Entertainment, Megapixel Studios e Microïds hanno sviluppato anche il remake di The House of the Dead 2 : il gioco è uscito il 7 agosto 2025 è ripropone le stesse identiche meccaniche del remake del primo (quindi grafica aggiornata, e ritorna anche la possibilità di usare altre armi oltre alle pistole).

### The House of the Dead III(2002)
Nel mondo post-apocalittico del 2019, Thomas Rogan e il suo team di commando si infiltrano nell'EFI Research Facility nella speranza di trovare le cause del disastro sul pianeta. Avendo perso i contatti con lui, sua figlia Lisa Rogan e il suo compagno G organizzano una missione di ricerca e soccorso ma, inconsapevoli di quello che li attende, scopriranno che la causa di tutto ha radici nel passato ed è collegata con l'orda di non-morti.
Durante la partita si vedono flashback ambientati nel 1998 che spiegano il motivo per cui il dottor Roy Curien ha creato l'incidente di "Villa Curien" del primo The House of the Dead: egli voleva curare suo figlio Daniel , che era malato terminale, utilizzando il Bio-Reattore.

### The House of the Dead 4(2005)
Nel 2003 il veterano agente dell'AMS James Taylor e la recluta Kate Green, investigando sull'Incidente Goldman del 2000, rimangono scioccati nel scoprire che i non-morti di tre anni prima sono ritornati in seguito ad un terremoto sotterraneo. Intenti a prevenire un disastro nucleare, gli agenti dell'AMS dovranno nuovamente affrontare la minaccia di Goldman, che tutti lo credevano morto.
The House of the Dead 4 Special (2006)
La trama riprende da dove era finito il gioco principale, la durata della partita contiene solamente due livelli, nei quali i giocatori si calano nei panni dell'agente Kate Green e dell'agente G.

### House of the Dead: Scarlet Dawn(2018)
Il 6 dicembre 2006 (3 anni dopo gli eventi di the House of the Dead 4) l'agente della AMS Kate Green insieme al suo nuovo collega Ryan Taylor (fratello minore di James del secondo e del quarto capitolo) iniziano ad investigare sull'incidente della Scarecrow Manor. Nel corso della storia si scopre che il responsabile dell'incidente è il "Mistery Man" (già visto in uno dei finali di The House of the Dead III e 4)  e che il suo vero nome è Thornheart

## Spin-off
The House of the Dead: Overkill (2009)
Nel 1991 l'agente G, al suo primo incarico, deve indagare su misteriose sparizioni in Louisiana; si unirà pertanto alle squadre di polizia locale comandate da Isaac Washington. Durante le indagini, incontrano orde di zombie e di mutanti a Bayou City.

### Zombie Revenge(1999)
Un piano del governo top-secret di utilizzare i morti per scopi militari chiamato "UDS", Undead Soldier, è gettato nel buio da qualche entità sconosciuta. Circa un anno dopo, gli zombie devastano una città. Tre dei migliori agenti dell'AMS, Stick Breitling, Linda Rotta e Rikiya Busujima, vengono inviati per eliminare il nemico e rintracciare il misterioso leader di questo attacco, conosciuto solo come "Zed".

### The Typing of the Dead(2000)
Il gioco si svolge contemporaneamente a The House of the Dead 2. 

Il 26 febbraio 2000 un altro focolaio di zombie si è verificato e diversi agenti dell'AMS sono stati spediti a indagare. Il giocatore può controllare due personaggi, James e Gary, che vengono prima inviati a trovare l'agente "G", e poi a ristabilire l'ordine. La responsabilità per le esplosioni è presto individuata in "Goldman", un magnate del settore bancario e scienziato che sta tentando di eliminare il controllo umano sulla terra. Gran parte del gioco ruota intorno a distruggere le creazioni di Goldman, concludendo con il boss finale, "l'Imperatore". Ci sono tre possibili finali umoristici, dipende da come le domande finali fatte dopo la sconfitta dell'Imperatore sono state ascoltate.

### The Pinball of the Dead(2002)
Un semplice flipper, basato sulla trama di The House of the Dead 2.
Esso contiene tre tabelle, una modalità "Challenge" e una modalità "Free Play" per la riproduzione di qualsiasi il giocatore desideri. I bonus sulle tavole coinvolgono cose come colpire gli Zombie con la palla, raccogliere le lettere della parola "House" e utilizzare la palla per sconfiggere i boss di The House of the Dead 2.

### The Typing of the Dead II(2004)
La storia è esattamente la stessa di The House of the Dead III. 

Il gioco ha due modalità: modalità "Survival" (basata sul gioco originale, consiste nel passare i sei capitoli di The House of Dead III) e la modalità "Battle" (consiste nell'uccidere il maggior numero possibile di zombie in un dato tempo).

### The House of the Dead 2 & 3 Return(2008)
È una re-release di The House of the Dead 2 e III per Nintendo Wii. Le nuove versioni sono in gran parte uguali a quelle originali, fatta eccezione per alcune modifiche minori.

Un nuovo attacco in mischia può essere usato per difendersi, e il gioco è compatibile con Wii Zapper.

### English of the Dead(2008)
Un gioco di formazione linguistica.

Utilizzando una versione di The House of the Dead 2 sul Nintendo DS, il gioco sfida i giocatori a tradurre correttamente le parole in inglese dal giapponese, al fine di scongiurare gli Zombie avversari.

Il gioco presenta diverse modalità, tra cui una in cui gli Zombie parlano inglese ad alta voce e i giocatori (tramite l'uso del microfono) devono tradurre quello che dicono.

### The House of the Dead: EX(2009)
Uno spin-off molto "casual" dei giochi principali e aggiunge un tocco di umorismo e di ilarità alla serie.

Il giocatore può controllare anche Zobio e Zobiko, una giovane coppia di Zombie, che cercano di scappare dalla prigionia. In contrasto con il gameplay generale della serie, i livelli di EX sono costituiti da una serie di minigiochi. Le sezioni sono suddivise in diversi percorsi, alcuni dei quali utilizzano la lightgun, come il lancio delle mele, e altri che utilizzano un pedale della macchina, come stomping su ragni. L'obiettivo di ogni livello è quello di soddisfare una quota entro il tempo limite.

## Film tratti dal videogioco
Nel 2003 è uscito il primo film, diretto da Uwe Boll e prodotto da Brightlight Pictures. Al film venne data poca diffusione nelle sale con l'intento di farlo diventare un cult, e si presentò come un vago prequel al videogioco, ma ricevette recensioni negative ed uscì molto presto dalla programmazione.
Nel 2004, un sequel del primo film è stato dato alla luce. Il regista originale era impossibilitato a dirigere il film a causa di impegni con altri suoi film, e fu scelto Michael Hurst per prendere il suo posto.
Durante il 2006, un altro sequel è stato annunciato. Mark Altman cofondatore della Mindfire Entertainment ha reso noto che "Vi è un approccio completamente differente al materiale rispetto ai primi due film e dubito che verrà mai chiamato House of the Dead 3." 
Nel novembre del 2024 il regista Paul WS Anderson ha dichiarato che realizzerà un reboot cinematografico di The House of the Dead, il suo film sarà la trasposizione del Terzo Capitolo (parlando dei conflitti famigliari che hanno i personaggi di quel gioco come Lisa Rogan e Daniel Curien), dicendo che vuole realizzare qualcosa di diverso rispetto a quello che aveva fatto con la sua saga cinematografica di Resident Evil (serie cinematografica vagamente basata sulla serie di videogiochi della Capcom) facendo vedere dei concept art degli zombie, e di alcuni boss del franchise come Death, Strength e il boss più iconico della saga il Magician  Nel Marzo del 2025 lo stesso Anderson ha dichiarato che il suo film sarà veramente spaventoso e che rifletterà l' esperienza del videogioco e che la sua sceneggiatura è quasi finita